# 류중권
유중권(柳重權(류중권), 1863년 12월 12일 土 ~ 1919년 4월 1일)은 유관순의 아버지이다.

## 사망
1919년 3월 1일에 아내 이소제 및 동향 동료 조인원(趙仁元) 등과 같이 함께  아우내장터에서 독립운동 시위를 열었다가 사망(순국)하였다.

## 가족관계
- 조부 유영일(?~1919년 이후)
  - 부친 유윤기(1845년~1919년)
  - 모친 전주 이씨(?~?)
  - 계모 전주 이씨(1854년~?)
    - 남동생 유중무(1875년~1955년)
    - 제수 강릉 김씨(1873년~?)
      - 조카 유경석(1895년~?)
      - 조카며느리 노마리아(1897년~1982년)
        - 조카손자 유제경(1917년~?)

      - 조카딸 유예도(1896년~1989년)
      - 조카사위 한철유(1888년~?)
        - 조카손자 한필동(1921년~1993년) 등 3명
        - 조카손녀 3명

      - 조카 유정석
      - 조카 유인석

    - 자신 유중권(1863년~1919년)
    - 정부인 청주 한씨(?~1897년)
      - 장녀 유계출(1897년~?)
      - 사위 이상칠 또는 박창봉(?~?)

    - 계부인 이소제(1875년~1919년)
      - 장남 유우석(1899년~1968년)
      - 며느리 조화벽(1895년~1975년)
      - 차녀 유관순(1902년~1920년)
      - 차남 유인석(1905년~1977년)
      - 삼남 유관석(1911년~1943년)

## 같이 보기
- 독립운동가
- 아버지
- 이소제
- 유관순
- 유우석
- 유인석
- 유정석